# Ricardo Ratliffe
Ricardo Preston Ratliffe, conosciuto anche con il nome coreano di Ra Gun-ah (라건아?; Hampton, 20 febbraio 1989), è un cestista statunitense naturalizzato sudcoreano.

## Carriera

### Nazionale
Nazionale sudcoreano, convocato per il Mondiale di pallacanestro del 2019, si laurea miglior realizzatore e miglior rimbalzista del torneo, rispettivamente con 23 punti e 12,8 rimbalzi di media per partita nelle 5 gare giocate, con la squadra che esce già nella prima fase a gironi.